# Wapen van Polders gelegen onder Sommelsdijk

Het wapen van de Polders gelegen onder Sommelsdijk

Het wapen van de Polders gelegen onder Sommelsdijk werd op 14 juli 1819 per besluit van de Hoge Raad van Adel aan de Polders gelegen onder Sommelsdijk. Het waterschap ging vermoedelijk in 1973 op in de Dijkring Flakkee. Hiermee verviel het wapen.

## Beschrijving
De blazoenering luidt als volgt:
Zijnde van de linkerboven tot de regterbenedenhoek gestreept van goud en blaauw van 6 stukken.
De heraldische kleuren zijn: azuur (blauw) en goud (geel). Het wapen is gebaseerd op het wapen van Sommelsdijk.

## Symboliek
De heerlijkheid Sommelsdijk voerde een zelfde soort wapen in 18de eeuw. Mogelijk bestaat er een verband met het wapen van het hertogdom Bourgondië, aangezien het land in de Bourgondische tijd is ingedijkt. Wat deze theorie tegenspreekt, is het gebruik van zilveren stukken in het wapen in de 17e eeuw.

## Verwante en vergelijkbare wapens

wapen van Sommelsdijk
Het oude wapen van het Hertogdom Bourgondië
Het wapen van Hodenpijl
Het wapen van Everdingen